# Wasabröd
Wasabröd è un'azienda alimentare svedese nota per la produzione del knäckebröd (tipico pane croccante del paese scandinavo), commercializzato sotto il marchio Wasa. Fondata nel 1919 a Skellefteå, nel 1983 venne acquisita dalla società farmaceutica svizzera Sandoz, poi fusasi con Ciba Geigy per dar vita a Novartis. Dal 1999 è controllata da Barilla, che la acquistò da Novartis per circa 574 miliardi di lire.

## Storia
Karl Edvard Lundström, il fondatore dell'azienda, gestiva un proprio panificio a Skellefteå dal 1915 con il nome Firma KE Lundström. Nel 1919 creò la società AB Skellefteå spisbrödsfabrik, che traeva il nome dalla città di provenienza del panificio, il quale nel 1931 venne integrato da un altro completamente meccanizzato a Filipstad, che da allora è diventata la sede principale della società. La filiale di Filipstad prese il nome di AB Wasa spisbrödsfabrik nel 1934, che fu abbreviato in AB Wasabröd nel 1964.
Successivamente la società ha acquisito diverse altre panetterie svedesi ed ha iniziato ad esportare pane a partire dagli anni 1940, con la prima filiale estera fondata in Danimarca nel 1965 e il primo panificio estero costruito in Germania nel 1967 a Celle. All'inizio del 21º secolo Wasabröd vende circa l'80% della sua produzione al di fuori della Svezia.
Il marchio Wasa era originariamente quello di un particolare prodotto, il Vasaknäcke, con un'immagine del re Gustavo I Vasa. L'azienda ha usato come marchio commerciale sia la corona reale che il peculiare carico araldico del covone di grano (vase in svedese) che diede il nome al Casato di Vasa.
Lo stabilimento di Filipstad impiega 440 persone e produce 33.000 tonnellate di pane croccante all'anno. Tra il 2009 e il 2014 sono stati investiti 150 milioni di corone svedesi per modernizzare le attrezzature all'interno dello stabilimento.

## Prodotti
Wasabröd produce un'ampia varietà di knäckebröd. La ricetta originale prevede la segale, ma esistono varianti a base di sesamo, grano e altri cereali.